# Права працівників
Права працівників — як і юридичні права, так і права людини, що стосуються трудових відносин між працівниками та роботодавцями. Ці права кодифіковані в національному та міжнародному законодавстві про працю та зайнятість. Загалом ці права впливають на умови праці у трудових відносинах. Одним із найпомітніших є право на свободу об'єднань, інакше відоме як право на організацію. Працівники, об'єднані в профспілки, користуються правом на ведення колективних переговорів про поліпшення умов праці.

## Трудові передумови
Протягом історії працівники, які претендували на якісь права, намагалися відстоювати свої інтереси. Під час Середньовіччя селянське повстання в Англії виражало вимогу покращення заробітної плати та умов праці. Один із лідерів повстання, Джон Болл, відомий стверджуючи, що люди народжуються рівними, кажучи: «Коли Адам копався, а Єва — хто був джентльменом?» працівники часто апелювали до традиційних прав. Наприклад, англійські селяни боролися проти загороджувального руху, який забирав традиційно общинні землі та робив їх приватними.
Британський парламент ухвалив Фабричний акт 1833 року, згідно з яким діти віком до 9 років не можуть працювати, діти віком 9–13 років можуть працювати лише 8 годин на день, а діти віком 14–18 років можуть працювати лише 12 годин на день.
Трудові права є відносно новим доповненням до сучасного корпусу прав людини. Сучасна концепція трудових прав бере свій початок у XIX столітті після створення профспілок після процесів індустріалізації. Карл Маркс є одним із найперших і найвидатніших захисників прав працівників. Його філософія та економічна теорія були зосереджені на питаннях праці та виступали за його економічну систему соціалізму, суспільство, яким керували б працівники. Багато соціальних рухів за права працівників були пов'язані з групами, що перебували під впливом Маркса, такими як соціалісти та комуністи. Більш помірковані соціалісти-демократи та соціал-демократи також підтримували інтереси працівників. Нещодавні заходи з захисту прав працівників зосереджені на особливій ролі, експлуатації та потребах працівниць, а також на все більш мобільних глобальних потоках випадкових, службових або гостьових працівників.

## Основні норми праці
Визначені Міжнародною організацією праці (МОП) у Декларації основоположних принципів і прав у сфері праці, основні трудові стандарти «широко визнані такими, що мають особливу важливість». Вони універсальні, незалежно від того, чи ратифіковано відповідні конвенції, рівень розвитку країни чи культурні цінності. Ці стандарти складаються з якісних, а не кількісних стандартів і не встановлюють певного рівня умов праці, заробітної плати або стандартів охорони здоров'я та безпеки. Вони не мають на меті підірвати порівняльну перевагу, яку можуть мати країни, що розвиваються. Основні трудові стандарти є важливими правами людини і визнаються в широко ратифікованих міжнародних документах з прав людини, включаючи Конвенцію про права дитини (CROC), найширше ратифіковану угоду про права людини зі 193 сторонами та ICCPR зі 160 сторонами. Вони були включені до різних положень, пов’язаних із працею, у таких інструментах «м’якого права», як Глобальний договір ООН, Керівні принципи ОЕСР та Декларація МОП про МНК.
Основними нормами праці є:
- Свобода об'єднань: працівники можуть вступати в профспілки, які не залежать від впливу уряду та роботодавців.
- Право на ведення колективних переговорів: працівники можуть вести переговори з роботодавцями колективно, а не індивідуально.
- Заборона всіх форм примусової праці: включає захист від в’язничної праці та рабства та запобігає примусу працівників до роботи під примусом.[6]
- Ліквідація найгірших форм дитячої праці: встановлення мінімального працездатного віку та певних вимог щодо умов праці для дітей.
- Відсутність дискримінації при працевлаштуванні: рівна оплата за однакову працю.

Дуже небагато країн-членів МОП ратифікували всі ці конвенції через внутрішні обмеження, однак, оскільки ці права також визнаються в УДПЛ і є частиною звичаєвого міжнародного права, вони зобов’язуються поважати ці права. Для обговорення включення цих основних трудових прав у механізми Світової організації торгівлі дивіться Стандарти праці у Світовій організації торгівлі. Є багато інших питань, окрім цього ядра, у Великій Британії права працівників включають право на відомості про працевлаштування, деталізовану декларацію про оплату праці, дисциплінарний процес, під час якого вони мають право на супровід, щоденні перерви, перерви для відпочинку, оплачувані відпустки тощо.

## Проблеми трудових прав за темами
Окрім права на організацію, рухи працівників проводили кампанії з різних інших питань, які, можна сказати, пов'язані з трудовими правами. Рух працівників розпочав боротьбу за покращення умов праці. У 1768 році відбувся перший страйк нью-йоркських кравців-підмайстрів, які протестували проти зниження заробітної плати. Це стало початком руху. У XIX столітті були сформовані профспілки, які мали на меті покращити умови праці для всіх працівників. Вони боролися за підвищення заробітної плати, розумний робочий день і безпечніші умови праці. Рух працівників очолював зусилля, спрямовані на припинення дитячої праці, надання пільг на охорону здоров'я та допомогу працівникам, які були травмовані або вийшли на пенсію. У наступних розділах ви знайдете більше пояснень.

### Годинні обмеження
Багато кампаній руху працівників пов’язані з обмеженням годин на робочому місці. Рухи працівників XIX століття виступали за 8-годинний робочий день. Групи захисту прав працівників також прагнули обмежити робочий день, зробивши робочий тиждень 40 годин або менше стандартним у багатьох країнах. У 2000 році у Франції було встановлено 35-годинний робочий тиждень, хоча з тих пір цей стандарт значно послабився. Працівники можуть домовитися з роботодавцями про довшу роботу, але додаткові години оплачуються понаднормово. У Європейській Унії робочий тиждень обмежений максимум 48 годинами, включаючи понаднормову роботу (див. також Директиву про робочий час).

### Умови на робочому місці
Захисники трудових прав працювали над покращенням умов праці, які відповідають встановленим стандартам. Під час прогресивної ери Сполучені Штати розпочали реформи на робочому місці, які отримали поштовх розголосу завдяки «Джунглям » Аптона Сінклера та таким подіям, як пожежа на фабриці Triangle Shirtwaist у 1911 році. Прихильники праці та інші групи часто критикують виробничі потужності з поганими умовами праці як потогінні цехи та професійну небезпеку для здоров’я та проводять кампанії за кращу практику праці та визнання прав працівників у всьому світі.

### Безпека та соціальна стійкість
Останні ініціативи у сфері сталого розвитку включали акцент на соціальну стійкість, яка включає просування прав працівників і безпечних умов праці, запобігання торгівлі людьми та усунення нелегальної дитячої праці в продуктах і послугах екологічного походження. Такі організації, як Міністерство праці та Державний департамент США, оприлюднили дослідження продуктів, у яких використовується дитяча праця, і галузей, які використовують або фінансують торгівлю людьми. Трудові права визначаються на міжнародному рівні такими джерелами, як Норвезька агенція державного управління та електронного урядування (DIFI) і стандарти ефективності Міжнародної фінансової корпорації.

### Прожитковий мінімум
Рух працівників наполягає на законах про гарантовану мінімальну заробітну плату, і тривають переговори про підвищення мінімальної заробітної плати. Однак опоненти вважають, що закони про мінімальну заробітну плату обмежують можливості працевлаштування для некваліфікованих працівників і працівників початкової кваліфікації.
Часто обговорюються переваги та витрати прямих іноземних інвестицій на трудові права. Дослідження Пейтона та Ву показує, що хоча «працівники можуть не відчути різкого підвищення мінімальної заробітної плати, але вони отримають незначну користь від кращого дотримання існуючих законів про мінімальну заробітну плату або інших гарантій захисту, наданих законом, поступово покращуючи загальні умови праці, оскільки надходить більше ПІІ».

### Глобалізація
У березні 2004 року Всесвітня комісія з соціального виміру глобалізації опублікувала звіт під назвою «Справедлива глобалізація: створення можливостей для всіх». У звіті визнається, як потенційна глобалізація може вплинути на трудові права. Реформування глобалізації вимагатиме співпраці не лише всередині країни, а й на глобальному рівні. Вона пропонує політичній владі «поновити увагу до глобальної солідарності».
Захисники прав трудящих були стурбовані тим, як глобалізація може вплинути на трудові права в різних країнах. Деякі міжнародні агентства та міжнародні корпорації вважають, що суворі заходи обмежать економічне зростання країни. Оскільки компанії передають свою роботу працівникам з країн з нижчою оплатою праці, уряди пом’якшать свої правила, щоб залучити бізнес. У результаті бідні країни запроваджують нижчі стандарти трудових прав, щоб конкурувати з іншими країнами. Дослідження Лейни Мозлі показує, що колективні трудові права зменшилися з моменту нещодавнього глобального розширення. Завдяки тому, що кілька країн підписують угоди та договори, трудові права можуть бути захищені по всьому світу. Однак деякі країни підписують його, хоча й не планують дотримуватися правил. Таким чином, практика трудових прав може постраждати.
Однак деякі стверджували, що глобалізація може покращити дотримання трудових прав, відповідаючи на вимоги інших країн. Уряди діятимуть у своїх національних інтересах, тому, коли важлива торгова країна закликає до жорсткого забезпечення дотримання трудових прав, вони діятимуть відповідно.

## Проблеми трудових прав за демографічною ознакою

### Дитяча праця

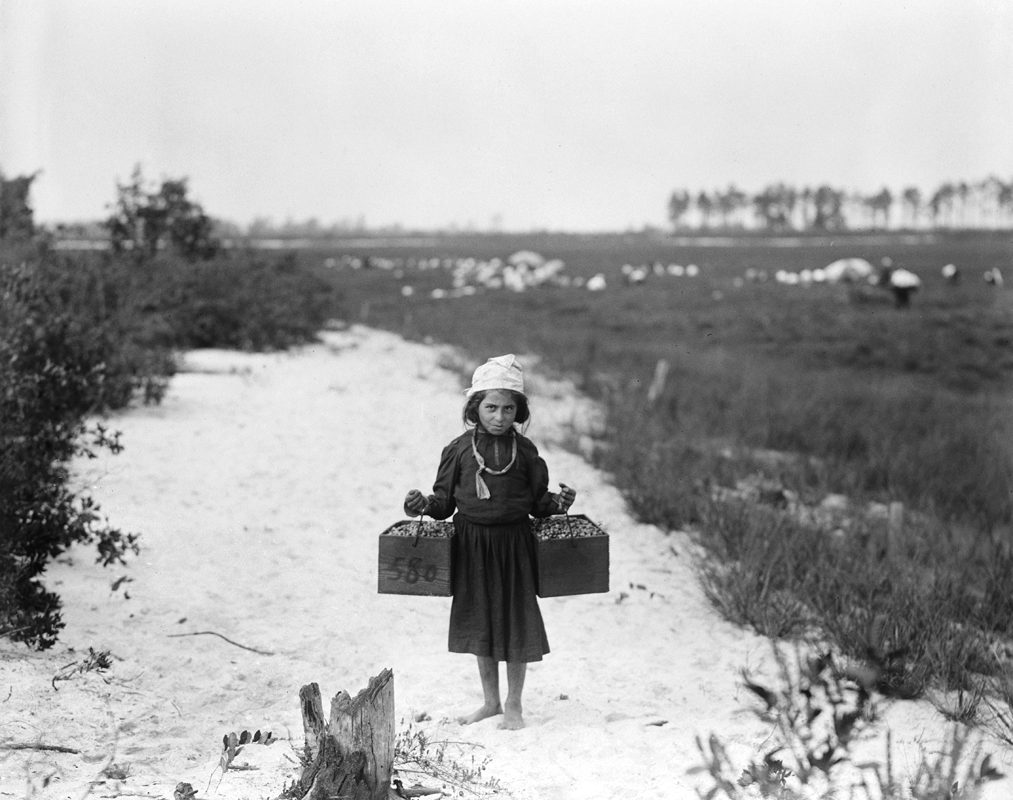
11 Роуз Біодо, 1216 Annan St., Філадельфія. 10 років. Працював 3 літа. Розум дитини і несе ягоди, двічі клює. Уайтс-Бог, Браун-Міллз, штат Нью-Джерсі. Це четвертий тиждень навчання, і люди планують залишитися ще на два тижні. Свідок Е. Ф. Браун. Розташування: Браунс Міллс, Нью-Джерсі.

Захисники трудових прав також працювали над боротьбою з дитячою працею. Вони сприймають дитячу працю як експлуатацію, яка часто завдає економічної шкоди. Противники дитячої праці часто стверджують, що діти, які працюють, позбавлені освіти. У 1948 році, а потім знову в 1989 році ООН проголосила, що діти мають право на соціальний захист.
Дітям важко боротися за свої основні права, особливо на роботі. Їх часто недостатньо лікують. Роботодавці користуються перевагами дитячої праці, тому що їм бракує здатності вести колективні переговори та йти на компроміс, щоб працювати на неприємному робочому місці. Майже 95% дитячої праці відбувається в країнах, що розвиваються. Прикладом галузі, в якій випадки дитячої праці призводять до тяжких травм або смерті, є видобуток кобальту в ДРК, а також видобуток міді в Замбії, де діти, як повідомляється, беруть участь у всіх формах видобутку корисних копалин за рахунок своєї освіти. Зростає занепокоєння тим, що зростаючий попит на ресурси, які залучають дитячу працю для таких галузей, як виробництво акумуляторів для електромобілів, лише посилить порушення трудових прав. В Індії та Пакистані діти працюють багато годин у різних галузях промисловості через борги, які набрали їхні батьки. Бідні сім’ї іноді покладаються на дохід своїх дітей, щоб сплатити рахунки. У Єгипті близько 1,5 мільйона дітей віком до 14 років працюють, хоча існує трудове законодавство про захист дітей.

#### Дитяча праця в США
У Сполучених Штатах Закон про справедливі трудові стандарти 1938 року (FLSA) обмежує працевлаштування дітей. FLSA визначає мінімальний вік для працевлаштування до 14 років для несільськогосподарських робіт з обмеженням годин, обмежує години для молоді віком до 16 років і забороняє працевлаштування дітей віком до 18 років у професіях, які вважаються небезпечними Міністром праці.
У 2007 році Массачусетс оновив законодавство про дитячу працю, згідно з яким усі неповнолітні повинні мати дозвіл на роботу.

### Вагітні працівниці
Консолідований закон про захист зайнятості (EPCA) встановив чотири основні положення щодо прав жінок на працевлаштування. По-перше, існує положення про обов’язкову оплату по вагітності та пологах, яка забезпечує отримання мінімальної виплати протягом періоду відпустки. По-друге, існує право на відпустку у зв’язку з вагітністю та пологами, яке гарантує, що жінка може взяти відпустку з роботи, а потім повернутися на роботу. Крім того, жінки мають право на поновлення на колишній посаді. Нарешті, EPCA посилив права на несправедливе звільнення.

### Трудові мігранти
Легальні мігранти іноді зазнають зловживань. Наприклад, в Об’єднаних Арабських Еміратах (включаючи Дубай) мігранти зіткнулися з низкою ймовірних зловживань. Human Rights Watch перераховує кілька проблем, включаючи «невиплату заробітної плати, подовжений робочий день без компенсації за понаднормовий час, небезпечне робоче середовище, що призводить до смертей і травм, жалюгідні умови життя в трудових таборах, а також невидачу паспортів і проїзних документів роботодавцями». Незважаючи на закони, які забороняють цю практику, роботодавці вилучають паспорти трудових мігрантів. Без паспорта працівники не можуть змінити роботу чи повернутися додому. Ці працівники мають мало засобів захисту від трудових зловживань, але умови покращуються. Міністр праці та соціального забезпечення Алі бін Абдулла аль-Каабі провів низку реформ, щоб допомогти покращити практику праці в своїй країні.
Об’єднані Арабські Емірати були засуджені у звіті, опублікованому в квітні 2021 року Центром прозорості демократії, який закликав націю за зловживання та дискримінацію іноземців та емігрантів щодо громадян Еміратів. Відповідно до DCT, іноземці та експатріанти в ОАЕ часто піддаються дискримінації за статтю та оплатою праці, расизму, торгівлі людьми та примусової праці. Згідно з дослідженням, проведеним DCT, ці проблеми залишаються непоміченими через погрози та залякування з боку їхніх роботодавців у формі втрати роботи або сфабрикованих кримінальних звинувачень. Повідомляється, що дискримінація та зловживання тривають, незважаючи на послаблення системи Кафала в Еміраті. DCT завершив свій звіт, закликаючи ОАЕ вирішити проблеми та покласти край расовій ієрархії та дискримінації негромадян.
Повідомляється, що компанія Koelnmesse, відповідальна за управління павільйоном, який представляє Німеччину на Expo 2020, підписала угоду з Emirati Transguard Group на послуги пральні, прибирання та безпеки. Правозахисні групи стверджують, що під час підписання рамкової угоди між двома фірмами не було враховано доказів, які гарантують належну обачність з правами людини. Кажуть, що фірма затримала паспорти та заробітну плату працівників, які заробляли відносно менше мінімальної зарплати, і звільнила їх зі служби без попередження.
У сусідніх країнах, таких як Катар, є схожа проблема. Катар отримав багато критики через те, як він ставиться до своїх працівників, у тому числі тих, хто працював над проєктами Чемпіонату світу з футболу.

### Неоформлені працівники
Право на рівне ставлення, незалежно від статі, походження та зовнішності, релігії, сексуальної орієнтації, також розглядається багатьма як одне з прав працівників. Дискримінація на робочому місці є незаконною у багатьох країнах, але деякі бачать різницю в оплаті праці між статтю та іншими групами як постійну проблему.
Багато трудових мігрантів не отримують основних трудових прав головним чином через те, що вони не розмовляють місцевою мовою, незалежно від правового статусу. Деякі помітили, що вони не отримують правильну суму грошей на свою зарплату, тоді як інші отримують недоплату.

### Профспілки
Профспілки створювалися в усіх галузях промисловості. Профспілки в ремеслах виявили труднощі у формуванні профспілок на різних рівнях кваліфікації. Ці групи навичок часто розділялися на расові та сексистські. У 1895 році Міжнародна асоціація машиністів, що складається лише з білих, приєдналася до Американської федерації праці (AFL), яка була заснована в 1881 році. На початку ХХ століття афроамериканці переселилися з Півдня на Північ лише для того, щоб виявити дискримінацію в економічних можливостях. Расові стереотипи використовувалися для розколу класу працівників та створення сегрегації. Зрештою це призвело до створення чорних кодексів і законів Джима Кроу, щоб обмежити здатність афроамериканців заробляти собі на життя. Закони Джима Кроу, прийняті в 1800-х роках, були законами, які забороняли афроамериканцям жити в білих кварталах, а також сегрегацію в громадських місцях. вони були застосовані для громадських басейнів, телефонних будок, лікарень, притулків, в'язниць і будинків для людей похилого віку та інвалідів тощо.

### Нейрорізноманіття
Розгляд нейрорізноманіття може включати людей зі спектром аутизму, синдромом дефіциту уваги з гіперактивністю (СДУГ), розладом координації розвитку (ДКР, також відомим як диспраксія) або дислексією. Багато хто вважає цей термін псевдонауковим і формою френології.

## Вимірювання трудових прав
Існує кілька індексів, які вимірюють трудові права, розроблені різними організаціями. Деякі зосереджуються на колективних переговорах і свободі асоціацій, зокрема в наборах даних, створених Міжнародною конфедерацією профспілок (МКП), Міжнародною організацією праці (МОП) і штатом Пенсільванія. Інші, наприклад дані, отримані Інститутом V-Dem і Центром аналізу світової політики Каліфорнійського університету в Лос-Анджелесі, зосереджені на інших компонентах, таких як дискримінація при працевлаштуванні, дитяча праця та примусова праця.
МКП щороку складає Глобальний індекс прав, який оцінює «країни залежно від дотримання ними колективних трудових прав і документальних порушень урядами та роботодавцями міжнародно визнаних прав». МОП надає дані для Цілі сталого розвитку 8.8.2, яка вимірює «Рівень національного дотримання трудових прав (свобода асоціації та ведення колективних переговорів) на основі текстових джерел Міжнародної організації праці (МОП) і національного законодавства, за статтю та статусом мігранта. У минулому Центр прав працівників штату Пенсільванія створив набір показників трудових прав, які використовують подібну методологію до МОП, але охоплюють ширше країну.
V-Dem Institute збирає широкий спектр даних про громадянські права та демократію. Це включає дані про поширеність примусової праці та дані про організації громадянського суспільства, включаючи профспілки. Центр аналізу світової політики Каліфорнійського університету в Лос-Анджелесі підтримує базу даних про низку глобальних правових стандартів, включаючи права жінок, права інвалідів, дитячу працю та дискримінацію при працевлаштуванні.